# Povijest Portugala
Ime Portugal, pretpostavlja se, dolazi od latinskih riječi Portus Cale, što znači Lijepa luka. Portugal je jedna od najstarijih europskih država. Nastao je početkom Srednjeg vijeka. Nagli razvoj i utjecaj počeo je u Doba otkrića u 15. i 16. stoljeću. To je vrijeme stvaranja velikog portugalskog carstva koje se protezalo od Brazila, preko Afrike, Indije i Kine do Istočnog Timora.
Godine 1580. Portugal je prvi put izgubio svoju nezavisnost potpavši pod vlast Španjolske. Tada je počelo gospodarsko i političko propadanje koje se nastavilo i nakon ponovne uspostave nezavisnosti 1640. godine. Tome su dodatno pridonijeli i Potres u Lisabonu 1755., Napoleonova osvajanja, neovisnost Brazila i građanski rat između apsolutista i liberala.
Godine 1910. zbačena je monarhija. Od 1927. je pod desničarskom diktaturom, koja je trajala do 25. travnja 1974. kada se dogodio lijevo orijentirani vojni puč "Revolucija karanfila". Zbačen je represivni režim i provedene su demokratske promjene. Godine 1975. Portugal je dao neovisnost svojim kolonijama.
Portugal je jedan od osnivača NATO saveza, a od 1986. je i član Europske unije, tadašnje Europske ekonomske zajednice.